# Екатерина Воронина (роман)
Екатери́на Воро́нина — роман 1955 года Анатолия Рыбакова; в 1957 году роман был экранизирован. 
Роман был впервые опубликован в журнале «Новый мир»», 1955 год, №№ 1-4.
Также, роман публиковался в журнале «Роман-газета, 1955 год, №№ 5 и 6.

## Сюжет
Урождённая волжанка, воспитанница суровой и властной бабушки, Екатерина рано осталась без матери. Редкие встречи с отцом — старым заслуженным капитаном — сформировали в ней твёрдый характер. Началась война, и Екатерина, не задумываясь, поступила работать в госпиталь. Здесь к ней пришла первая любовь, которая принесла и первое разочарование.
После войны, окончив институт, Екатерина стала инженером, начальником участка речного порта. У неё сложились непростые отношения с начальником пароходства; когда же его сняли с работы (из-за справедливых нареканий), Екатерина поняла, что теряет самого близкого ей человека.

### О создании
Работа над романом «Одинокая женщина» продолжалась. Но повествование только о личной жизни было «непроходимо» в те времена: судьбу человека надо писать на фоне общественных отношений. «Чем занимается ваш герой?» — первый вопрос редактора. «Покажите его в коллективе» — первое требование.
В Транспортном институте я учился на автодорожном факультете, но транспорт есть транспорт: автомобильный или воздушный, железнодорожный или водный, те же грузы, пассажиры, километры, маршруты. Для романа я выбрал водный: легче освободиться от гнёта производственных проблем.
То, что называется «деревенской темой», имеет в русской литературе вековую традицию. Деревня — наше детство, детство наших отцов и матерей, всегда волнующие запахи травы, леса, реки, труд на земле объединяет крестьянскую семью. Совсем другое — «рабочая тема». В городе труд отделен от быта, семья — часто разные профессии, разные интересы. Техническая проблема сама по себе не может быть предметом художественного исследования. Именно потому от многочисленных «производственных» романов того времени мало что осталось.
Жизнь речников схожа с крестьянской, там кормилица — земля, тут — река, волгарь — извечная потомственная профессия, переходящая из рода в род, судно — твой дом, где ты, а часто и твоя семья проводят большую часть жизни.
И привлекала сама Волга, широкая дорога, долгий путь…
Я провёл на Волге две навигации — пятьдесят первого и пятьдесят второго годов. Плавал на пассажирских судах, на самоходных баржах, побывал во всех портах, в Горьком жил целое лето.
…
Я вернулся в ту Россию, по которой столько лет скитался до войны. Милые сердцу небольшие пыльные города с тихими, выложенными булыжником улицами, с низкими кирпичными гостиными рядами, где пахнет овчиной, дёгтем, олифой и прочей москателью, с неизменным сквером на площади, где стоит бронзовый памятник Ленину. Валы старинных укреплений, башни кремлёвских стен, колокольни церквей, минареты мечетей, деревянные срубы Верхней Волги, белые мазанки Нижней… Русские, татары, башкиры, черемисы, удмурты, кавказцы, мордва… Россия… Многострадальная, терпеливая, жалостливая, когда же обретешь ты мир, спокойствие и свободу? Долго, видно, ждать…
Дождусь ли?Анатолий Рыбаков

## Экранизация
Екатерина Воронина  — советский художественный фильм кинорежиссёра Исидора Анненского 1957 года, снятый по одноимённому роману Анатолия Рыбакова на киностудии им. М. Горького.

## Критика
Роман Рыбакова чаще всего — в общей форме рассказ о событиях…
Автор обычно не стремится расчленить картину на ряд психологических мгновений, передать их живое движение.
Происходящее в романе чаще изложено, чем изображено.
Повествование А. Рыбакова ведется чаще всего в такой общей, как бы конспективной форме.
Вообще говоря, художественное изображение, основанное на изложении событий в общей форме, не углубляющееся в детальный психологический анализ тех или иных положений, душевных состояний, само по себе не является чем-то более слабым, а напротив, вполне закономерно.Назаренко В.

## Переводы
Язык написания: русский
Перевод на болгарский: Е. Везенков («Екатерина Воронина»); 1961 г. — 1 изд.
Всего роман выдержал 20 изданий:
- языки: русский (18), украинский (1), болгарский (1)
- тип: книги (19), периодика (1).

## Факты
- Рабочее название: «Одинокая женщина». Было изменено[3] по указанию главного редактора журнала «Новый мир» Константина Симонова:

— Так вот, о Ледневе… Я уже писал вам… Повторяю, его следует раскрыть на целую главу, а может, и больше, проследить на протяжении всего романа. В этом вам не следует себя ограничивать. Леднев очень важный персонаж.
— Мне не хотелось бы Ледневым заслонять образ главной героини.
— Она у вас выписана достаточно: с неё начинается, ею заканчивается роман, даже и родословная описана подробно. Линия героини не пострадает. Но Леднев — руководитель пароходства. Это наш директорский корпус, героические люди, на них держится народное хозяйство. Таким Леднева и надо показать…
— Ну, и насчёт названия, — заключил Симонов, — «Одинокая женщина»… Двусмысленно… Звучит с намёком… Что-то зазывное, рекламное. А роман серьёзный, в рекламе не нуждается.
— Я думаю, дать название роману — право автора.
— Никто не покушается на ваши права. Но название публикации — это лицо журнала, по нему читатель судит не только об авторе, но и о редакции. Придумайте другое название.
Роман был опубликован в 1955 году в «Новом мире» под названием «Екатерина Воронина». Его опубликовала и популярная тогда «Роман-газета», так что тираж был большой…Анатолий Рыбаков
- Роман писался 1951 по 1959 годы, в Москве и Горьком: со временем он был значительно сокращён автором:

Наступали новые времена, а роман, несмотря на все мои попытки, остался романом предшествующей эпохи, так называемым производственным романом. В моем последнем собрании сочинений роман сокращен ровно вдвое. В таком виде, как мне кажется, он читается…Анатолий Рыбаков